# Malvik
Malvik ist eine Kommune (Gemeinde) im mittelnorwegischen Verwaltungsbezirk Trøndelag.
Sie grenzt im Westen an die Großstadt Trondheim und umfasst mehrere Ortschaften, von denen die größten der Verwaltungssitz Hommelvik und die Dörfer Vikhammer und Hundhammer sind.
In Malvik wurde 1879 Johan Nygaardsvold geboren, der Premierminister Norwegens von 1935 bis 1945 (ab 1940 der norwegischen Exilregierung in London).

## Geographie

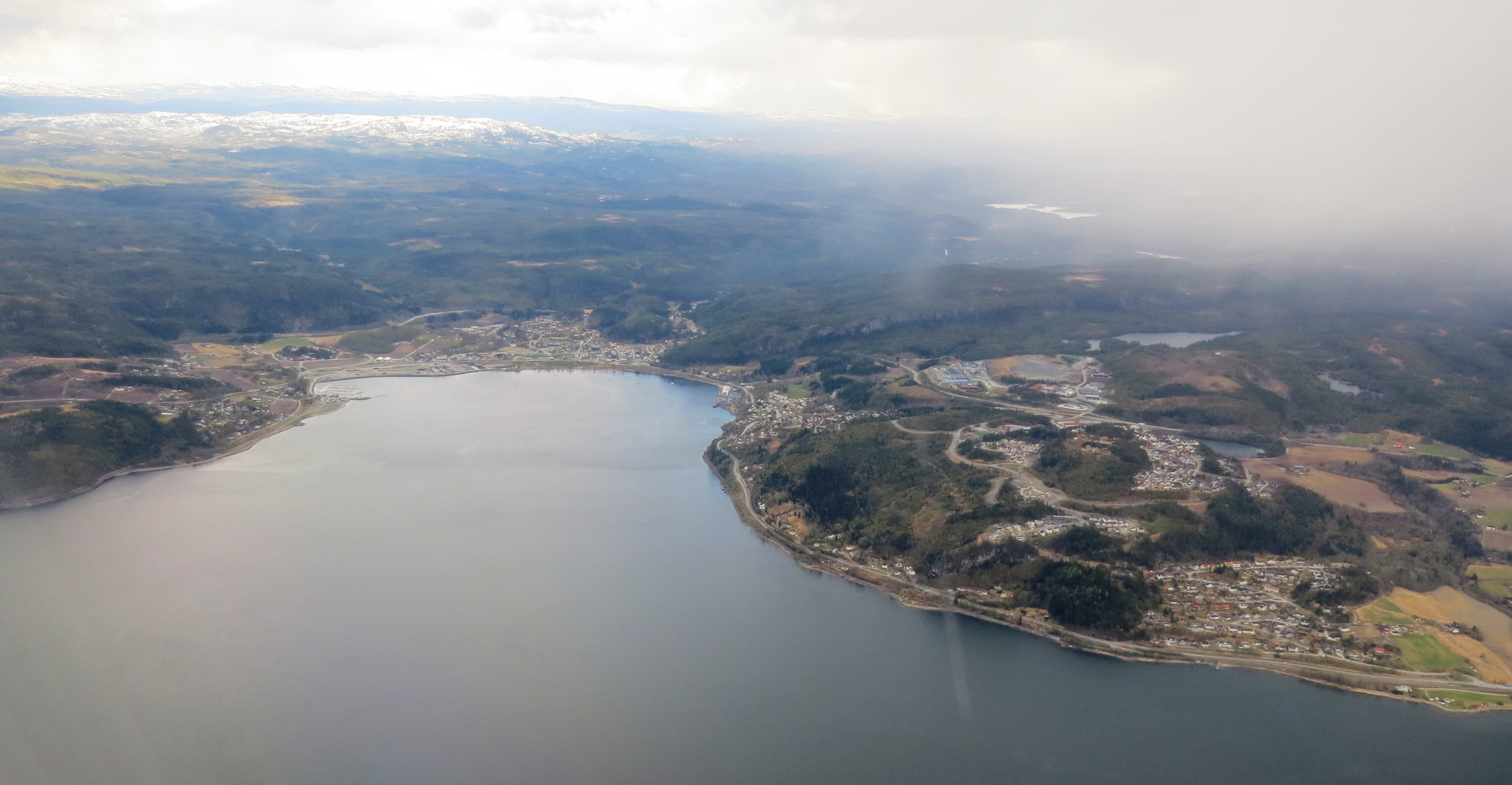
Malvik mit Blick auf die Hommelvik – Bucht.

Malvik liegt östlich von Trondheim, der mit Abstand größten Stadt in der Region (und Norwegens drittgrößte Stadt). Viele Einwohner arbeiten in Trondheim. In Malvik sind einige Industriebetriebe angesiedelt. Der nördliche Teil von Malvik liegt am Trondheimfjord. An der Küste leben die meisten Einwohner. Die meisten Schulen, allgemeine öffentliche Gebäude und Arbeitsplätze sind dort platziert. Das Gemeindezentrum ist Hommelvik, das ungefähr 25 Kilometer von Trondheim entfernt ist. Hommelvik war lange Zeit der Ort mit der größten Einwohnerzahl Malviks, mittlerweile wurde es von Vikhammer und Hundhammeren überholt.
Der südliche Teil der Gemeinde wird hauptsächlich für Landwirtschaft benutzt, ist bewaldet und hat sehr populäre Wander- und Langlauf-Möglichkeiten. Der Fluss Homla mündet im Norden der Gemeinde in den Trondheimsfjord. Der See Jonsvatnet liegt an der westlichen Grenze der Gemeinde.

## Geschichte
Die Gemeinde Malvik wurde 1891 nach Abspaltung von der Gemeinde Strinda gegründet. Am 1. Januar 1914 wurde ein kleiner Teil von Lånke, mit 38 Einwohnern, Malvik zugewiesen. Am 1. Juli 1953 wurde ein kleiner Teil Malviks mit damals 37 Einwohner der Gemeinde Strinda zugewiesen.

## Sport
Der größte Sportverein in Malvik ist «Malvik Idrettslag». Dieser bietet viele Sportarten an, unter anderem: Fußball, Handball, Skilanglauf, Schwimmen, Leichtathletik, „Orientierungslauf“ und Radsport.
«Malvik Idrettslag» konzentriert sich vor allem auf den Kindersport. Die beliebtesten Sportarten für Kinder sind Fußball und Handball. Der Verein hat das größte Hallenfußball-Stadion Norwegens, die «Abra-Halle». Dort wird jährlich das größte Hallen-Fußball-Turnier Norwegens veranstaltet.

## Schulen in Malvik
In Malvik gibt es zahlreiche Schulen, darunter fünf Grundschulen, jeweils eine in Vikhammer, Vikhammeråsen, Hommelvik, Saksvik und Sveberg. In Malvik sind zwei Schulen der Sekundarstufe I (Klasse 8–10). Außerdem hat Malvik ein Oberstufen-Gymnasium, „Malvik Videregående Skole“. Das Gymnasium bietet vier verschiedene Studiengänge an.

### Grundschulen
- Vikhammer skole
- Vikhammeråsen Grendaskole
- Hommelvik skole
- Sveberg skole
- Saksvik skole

### Sekundarstufe I
- Vikhammer ungdomsskole
- Hommelvik ungdomsskole

### Oberstufe
- Malvik videregående skole

## Personen
- Johan Nygaardsvold, norwegischer Staatsministers (Ministerpräsident), ist die bedeutendste historische Persönlichkeit aus Malvik, wo er am 6. September 1879 in Hommelvik geboren wurde.
- Mary Kvidal (* 1943), Politikerin
- Arne Herjuaune (1945–2017), Eisschnellläufer
- Rut Tellefsen (* 1930), Schauspielerin
- Emma Bones (* 1999), Schauspielerin